# گردهارد کلپینگر
گردهارد کلپینگر (آلمانی: Gerhard Kleppinger؛ زادهٔ ۱ مارس ۱۹۵۸) بازیکن سابق و مربی فوتبال اهل آلمان است.
از باشگاه‌هایی که در آن بازی کرده‌است می‌توان به باشگاه فوتبال کارلسروهه، باشگاه فوتبال دارمشتات ۹۸، باشگاه فوتبال هانوفر ۹۶، باشگاه فوتبال شالکه ۰۴، باشگاه فوتبال بروسیا دورتموند، و باشگاه فوتبال اوردینگن ۰۵ اشاره کرد.
وی همچنین در تیم‌های ملی فوتبال زیر ۲۱ سال آلمان و زیر ۲۳ سال آلمان بازی کرده‌است.
وی در مسابقات کشوری و بین‌المللی در مجموع برندهٔ ۱ مدال برنز شده‌است.